# Chung kết Cúp C1 châu Âu 1984
Trận chung kết Cúp C1 châu Âu năm 1984 là trận chung kết thứ hai mươi chín của Cúp các đội vô địch bóng đá quốc gia châu Âu, ngày nay là UEFA Champions League. Đây là trận đấu giữa Liverpool F.C. của Anh và AS Roma của Ý trên Sân vận động Olimpico - sân nhà của AS Roma - vào ngày 30 tháng 5 năm 1984. Liverpool lần thứ tư giành Cúp C1 châu Âu bằng loạt sút luân lưu (thắng 4–2) sau 2 hiệp phụ hoà 1–1. Đây là danh hiệu thứ ba của Liverpool trong năm bên cạnh vô địch bóng đá Anh và Cúp Liên đoàn.

## Chi tiết trận đấu
| Liverpool                               | 1–1 (h.p.) | AS Roma                                     |
| --------------------------------------- | ---------- | ------------------------------------------- |
| Neal 13'                                |            | Pruzzo 42'                                  |
| Loạt sút luân lưu                       |            |                                             |
| Nicol · Neal · Souness · Rush · Kennedy | 4–2        | Di Bartolomei · Conti · Righetti · Graziani |

| Liverpool | AS Roma |

| LIVERPOOL:       |    |                     |  |     |
|                  |    |                     |  |     |
| TM               | 1  | Bruce Grobbelaar    |  |     |
| RB               | 2  | Phil Neal           |  |     |
| LB               | 3  | Alan Kennedy        |  |     |
| CB               | 4  | Mark Lawrenson      |  |     |
| LM               | 5  | Ronnie Whelan       |  |     |
| CB               | 6  | Alan Hansen         |  |     |
| SS               | 7  | Kenny Dalglish      |  | 94' |
| CM               | 8  | Sammy Lee           |  |     |
| CF               | 9  | Ian Rush            |  |     |
| RM               | 10 | Craig Johnston      |  | 72' |
| CM               | 11 | Graeme Souness (ĐT) |  |     |
| Dự bị:           |    |                     |  |     |
| TĐ               | 12 | Michael Robinson    |  | 94' |
| TM               | 13 | Bob Bolder          |  |     |
| HV               | 14 | Steve Nicol         |  | 72' |
| TĐ               | 15 | David Hodgson       |  |     |
| HV               | 16 | Gary Gillespie      |  |     |
| Huấn luyện viên: |    |                     |  |     |
| Joe Fagan        |    |                     |  |     |
|                  |    |                     |  |     |

| AS ROMA:         |    |                        |      |      |
|                  |    |                        |      |      |
| TM               | 1  | Franco Tancredi        |      |      |
| RB               | 2  | Michele Nappi          |      |      |
| LB               | 3  | Dario Bonetti          |      |      |
| CB               | 4  | Ubaldo Righetti        |      |      |
| CB               | 5  | Sebastiano Nela        |      |      |
| AM               | 6  | Paulo Roberto Falcão   |      |      |
| LM               | 7  | Agostino Di Bartolomei | 115' |      |
| DM               | 8  | Toninho Cerezo         |      | 115' |
| CF               | 9  | Roberto Pruzzo         |      |      |
| CF               | 10 | Bruno Conti            |      | 64'  |
| RM               | 11 | Phápsco Graziani       |      |      |
| Dự bị:           |    |                        |      |      |
| TV               | 14 | Marco Strukeli         |      | 115' |
| TĐ               | 15 | Odoacre Chierico       |      | 64'  |
| Huấn luyện viên: |    |                        |      |      |
| Nils Liedholm    |    |                        |      |      |